# ベレンガーリオ1世 (イタリア王)
ベレンガーリオ1世 （850年頃 – 924年4月7日）は、イタリア王（Berengario I, 在位：888年 - 924年）にしてローマ皇帝（ベレンガル1世、Berengar I.）。元はフリウーリ辺境伯（874年 - 924年）で、カロリング朝イタリア王国の覇権をかけた中世無秩序時代の主役の一人。後のイタリア王ベレンガーリオ・ディブレーアは外孫。イタリア王として2度の廃位と復位を経て、老境にしてローマ皇帝に登り詰めたが、権勢は長続きせず最期は暗殺された。カール大帝から連続した最後の皇帝で、皇帝位はオットー1世即位まで40年近く途絶えた。

## イタリア王位をめぐる争い
ベレンガーリオはフリウーリ辺境伯エーバーハルトと、フランク国王 ルートヴィヒ1世の娘ギーゼラとの子であり、874年の兄ウンルオッホ3世の死により辺境伯位を継承した。それとともに、スラブ人の襲撃からの帝国の東方防衛のために与えられた軍事力をも得ることとなった。
そのころ、ローマ皇帝カール3世（肥満王）は、相次ぐ親族の死により東フランク王、西フランク王、およびイタリア王位を一手に収めていた。しかし887年、甥アルヌルフと東フランクの貴族がフランクフルト帝国議会においてカール3世を廃位し、これらの位は空位となった。イタリアにおいては、フランク王国の主要な領地を管理していた有力諸侯たちが王位を争うことになった。すなわち、フリウーリ辺境伯、トスカーナ辺境伯、カメリーノ辺境伯、スポレート公らであり、のちにイヴレーア辺境伯もこれに加わった。フリウーリ辺境伯ベレンガーリオは母ギーゼラがフランク王女であることから、イタリア王位継承の権利を主張した。
888年、ベレンガーリオは当時イタリア王国の首都とされていたパヴィアで行われた諸侯および司教の特別議会において、自身をカール3世の後継者として認めさせることに成功した。
スポレート公グイードもまた、女系を通して王位を主張していた。グイードは初めは西フランク王位を主張し、ベレンガーリオとの間で、西フランク王位とイタリア王位を分け合う合意をしていた。しかし西フランクではグイードを退け、ロベール家のウードを王として選んだ。これにより、グイードは889年にイタリアに戻った。そして、ベレンガーリオとの以前の合意を破り、イタリア王位を称してベレンガーリオに対抗した。トレッビア川の戦いでベレンガーリオは壊滅的な敗北を喫し、グイードはパヴィアで行われた司教会議においてイタリア王に選ばれた。しかしベレンガーリオは聖別されたイタリア王位は破門によってのみ無効となるとし、正式に退位することはなかった。891年には、グイードは教皇に強要して自らをローマ皇帝に戴冠させた。このことは後に東フランク王アルヌルフがイタリア王位をめぐる争いに介入するきっかけの一つとなった。
それでも、スポレートとベレンガリオの時代にフリウーリの中心であったヴェローナとは距離的に隔たりがあり、彼は半島の北部を独立して統治することができた。893年にふたたびグイードと対峙した時には、アペニン山脈北側において自身の力を明らかに回復させていた。ベレンガーリオの求めに応じ、東フランク王アルヌルフはイタリアへ行き、パヴィアの議会で新たなイタリア王を選ぶことを決めた。ベレンガーリオはアルヌルフに忠誠を誓い、王の名のもとに半島の統治権を手に入れた。896年、アルヌルフは、ローマで教皇フォルモススの手により皇帝として戴冠され、グイードの子で対立皇帝のランベルト・ダ・スポレートと対峙することとなった。
しかしアルヌルフはスポレートへ移動の途中、リューマチによりケルンテンに戻ってしまった。ランベルトは自身の力が彼の直接の領土にのみ及んでいるだけであったため、ベレンガーリオと和解した。898年にランベルトが死去し、アルヌルフがマジャール人の襲撃にかかりきりの間に、ベレンガーリオはイタリア王に選出され王位に就いた。899年、イタリアはマジャール人による最初の襲撃に見舞われた。彼らはパダーノ（ポー川周辺）の低地で破壊を繰り返しながらアルプスを超えてきた。ベレンガーリオはマジャール人に対し軍を動かすことを決めたが、彼はブレンタ川で敗北を喫し、高額の身代金を支払わされることになった。
この敗北は、ベレンガーリオが半島を外敵から守ることができないことを示すこととなり、ベレンガーリオは家臣および政敵の目からは王として不適格であると映った。899年のアルヌルフの死により、皇帝位は再び空位となり、トスカーナ辺境伯アダルベルト2世と教皇ベネディクトゥス4世はプロヴァンス王ルイ3世を皇帝位に就けようと画策した。このイタリアの混乱で、ベレンガーリオは敗北し、プロヴァンス王ルイ3世は900年のパヴィアでの議会で王に選ばれ、901年に教皇からローマ皇帝ルートヴィヒ3世として戴冠された。902年ベレンガーリオはマジャール人傭兵からなる軍を強化し、再び新皇帝ルートヴィヒ3世と対峙し勝利をおさめ、ルートヴィヒ3世をプロヴァンスに追い返した。905年、ルートヴィヒ3世は再びイタリアに戻り、ベレンガーリオと対決したがベレンガーリオは再び勝利。彼をヴェローナに幽閉し、眼球を摘出することで失明させた。その後プロヴァンスにふたたび追い返し、皇帝位を廃位したことでプロヴァンス王国もアルル伯ユーグの手に渡る事となった。その結果、ベレンガーリオはイタリア王位を守ることができた。

## 皇帝位へ
ベレンガーリオは権力や領土の安定を図り、イヴレーア辺境伯アダルベルト1世と娘ギーゼラを結婚させることでイヴレーアと和解した。現実のところ彼の権力はイタリア北部にのみ影響を及ぼしたにすぎず、中央イタリアの有力な辺境伯であるトスカーナ辺境伯アダルベルト2世やスポレート公アルベリーコ1世は独立した統治を行っていた。彼は、教皇により与えられる皇帝位を望むことができなかった。
しかし、皇帝位へのチャンスは、教皇ヨハネス10世により与えられた。ローマの街を脅かしていたガリリャーノ川近くのイスラム教徒たちを追い出すために、教皇は軍事的支援をベレンガーリオに求め、代わりに皇帝位を授けることを約束したのである。ガリリャーノの戦いにおいてベレンガーリオは勝利し、915年12月、ベレンガーリオはローマに行き、皇帝として戴冠され、諸侯から忠誠の誓いを受けた。
平和な時代は922年に終わった。イヴレーア辺境伯などがブルグント王ルドルフ2世をイタリア王位につけようと陰謀を企てたのである。このイタリアの混乱の中、ルドルフ2世は王に選ばれ、フィオレンツオーラ・ダルダ近く（またはフィデンツァ近く）においてベレンガーリオの軍と衝突した。ベレンガーリオは敗北を喫し（奇跡的に死なず、死体に隠れていた）、ルドルフの王位を認めることになった。
ルドルフ2世がシュヴァーベン公ブルヒャルト2世の軍を阻止するためにブルグントに滞在している時に、ベレンガーリオは報復を考えヴェローナに再び入った。5000人のハンガリー人傭兵軍を派遣し、パヴィアを占領し、ルドルフ2世の不在中にイタリア王に選ばれるようにした。この際、ハンガリー傭兵は女子供を含め一般市民の大虐殺を行い、これにより、ベレンガーリオは多くの家臣に非難され、ベレンガーリオに対する陰謀が企てられることとなった。
924年、ベレンガーリオはヴェローナでミサの間に背中を刺されて殺された。

## 子女
ベレンガーリオは880年頃、アスティ伯スッポーネ2世（スポレート公アデルキ1世息子）の娘ベルティラと結婚した。ベルティラの叔母は皇帝ロドヴィコ2世の妃エンゲルベルガである。2女をもうけた。
- ベルタ（? - 952年） - ブレシアのサン・サルヴァトーレ修道院長
- ジゼラ（882年 - 910年） - イヴレーア辺境伯アダルベルト1世と結婚。

915年のベルティラの死後、アンナと再婚したが、子供はなかった。アンナはルイ3世の娘ともいわれている。